# Alfortville

Położenie Alfortville w ramach aglomeracji paryskiej

Alfortville – miejscowość i gmina we Francji, w regionie Île-de-France, w departamencie Dolina Marny. Przez miejscowość przepływa Sekwana.
Według danych na rok 2018 gminę zamieszkiwało 44 446 osób, a gęstość zaludnienia wynosiła 12110 osób/km² (wśród 1287 gmin regionu Île-de-France Alfortville plasuje się na 57. miejscu pod względem liczby ludności, natomiast pod względem powierzchni na miejscu 774.).

## Miasta partnerskie
- San Benedetto del Tronto, Włochy
- Cantanhede, Portugalia
- Oszakan, Armenia